# Tabanus curticornis
Tabanus curticornis är en tvåvingeart som beskrevs av Krober 1931. Tabanus curticornis ingår i släktet Tabanus och familjen bromsar.
Artens utbredningsområde är Uruguay. Inga underarter finns listade i Catalogue of Life.